# Schéma des lignes 6a (CFL) et d'Esch-sur-Alzette à Audun-le-Tiche
Cette page est une annexe aux articles Ligne 6a (CFL) et Ligne d'Esch-sur-Alzette à Audun-le-Tiche.
| xvLSTR |

| xvÜSTl |

| HUBa@fq | vBHF | uexKBHFa |

|  |  | vSTR | uexSTRl | uexLSTRq |

|  | vABZgl-STRl | vLSTRq |

|  | SHI1+r | LSTR+l |

|  | ABZg+l | LSTRr |

| SHI1r |

|  | vSTR- |

| vBHF-KBHFa |

|  | vSHI1l-STRl | LSTRq |

| SKRZ-Au |

|  | ABZg+l | LSTRq |

| BHF |

| KDSTa | v-KDSTa | SHI1r |  |  |

| STRl- | exvSTR+rf- · vSTR+r-ABZg+r | vSTR- |  |  |

| v-SHI2+l | vSHI2r- |  |

| exvSHI2l- | vSTR |  |

| exv-STR | vSHI2+r- |  |

| exv-STRl | evKRZu | exSTR+r |

|  | vÜST | exSTR |

|  | vBHF | exSTR |

|  | vÜSTr | exSTR |

| LSTRq | vSTRr-SHI1r | extCSTRea |

| exv-STR+l | extSTRa@fq | extSTRq | extSTRr | exKDSTeq |

| exLSTRq | exABZql | exdABZq+r | ev-SHI2gr |  |  |  |

| d | exv-DST | vexDST-STR |  |  |

| dGRZq | exv-STR | evGRENZE | GRZq |  |

| exvSTR+l- | exdKRZlu | exSTRq · evSTR | exhSTReq | exLSTRq |

| exdSTR | exv-STR | exvÜSTxr |  |  |

| exdSTR | exv-STR | vexBHF-BHF |  |  |

| 12,196 |
| 0,000  |

| exdSTR | exv-STR | exvÜSTxl |  |  |

| exdSTR | exv-STRl | exvKRZu | exABZq+l | exKDSTeq |

| exdSTR |  | exvSTR-ABZgl | exSTRr |  |

| exSTRl | exkSTR2+r | exBS2c4 · exABZgl | exSTRq | exLSTRq |

| exkABZg+4 |

| exLSTR |

## Sources
- Administration des chemins de fer, « Réseau ferré luxembourgeois - Document de référence du réseau : Édition 2021 - version 2.0 » [PDF], sur acf.gouvernement.lu, Luxembourg, Ministère de la Mobilité et des Travaux publics, 26 novembre 2020 (consulté le 28 août 2021), p. 1-79 (92 à 170 du PDF)..
- Matthieu LAPADU-HARGUES, « Le 25 kV chez nos voisins Luxembourgeois : Développements du 25 kV », sur archivchemindefer.free.fr (consulté le 13 mai 2019).
- Cartes topographiques et anciennes photographies aériennes sur map.geoportail.lu (consulté le 13 mai 2019), pour les altitudes des gares et d'autres détails.
- Google Maps (consulté le 22 octobre 2018), permettant de consulter les images satellitaires de la ligne et de son environnement.